# 森榮
森榮（1869年—1909年3月19日），日本岐阜縣人，台灣日治時期時鹽水港廳教育人物。

## 生平
生於1869年的森榮，本籍岐阜縣，在岐阜師範學校畢業後從事教職。1902年12月，擔任鹽水港廳鹽水港公學校第三任校長兼任尋常高等小學校長，對該校貢獻良多。1908年，又奉命擔任鹽水小學校（今鹽水國中）首任校長。造就許多鹽水各業人才、奠定鹽水教育根基。
1909年，鹽水爆發鼠疫，森榮為搶救師生，積勞成疾，於同年3月19日病逝在校長任內。去世時，兒子森雅郎15歲，因母無力扶養，只好將他過繼給鈴木家。

## 身後

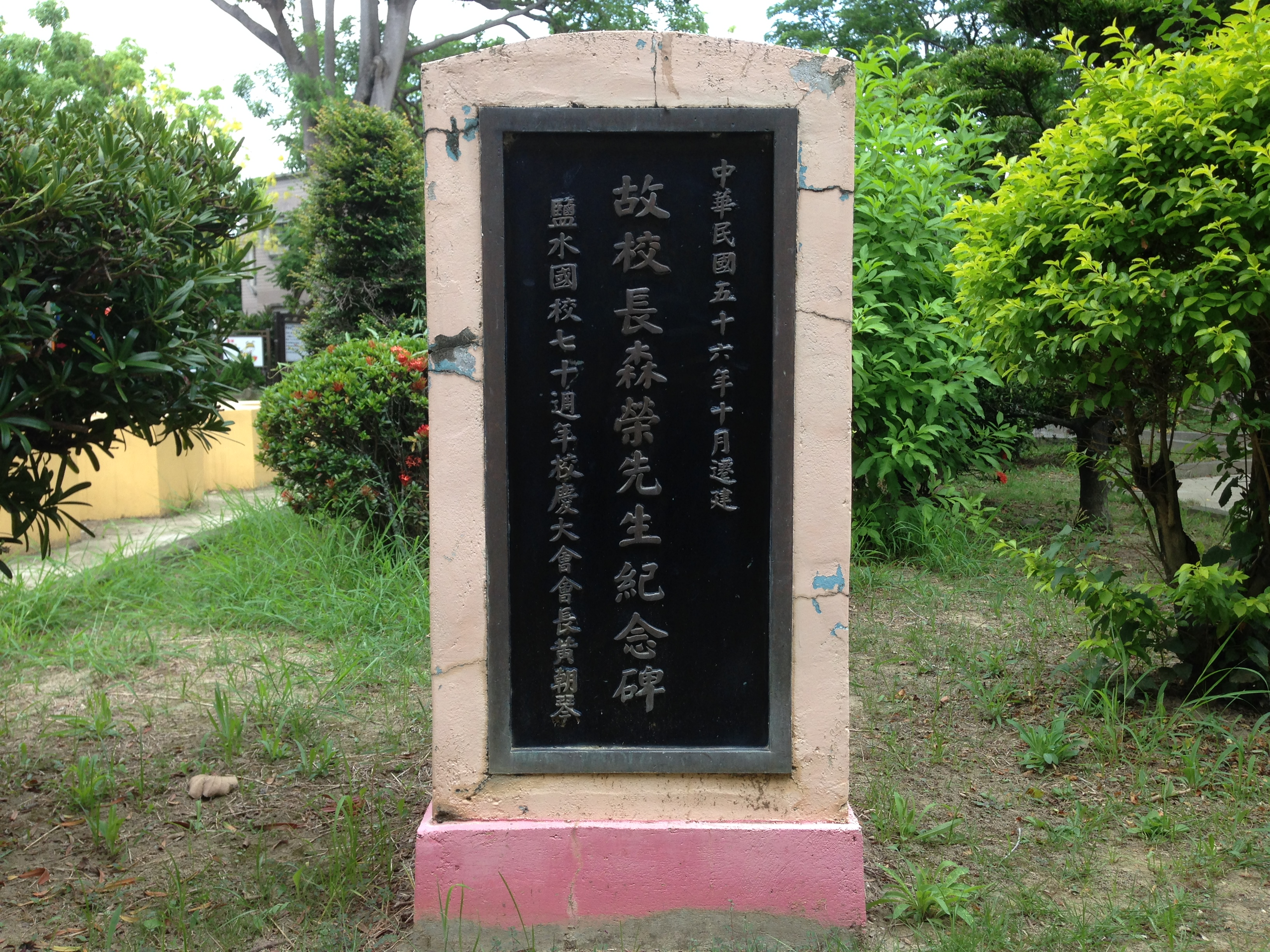
故校長森榮先生紀念碑

臺灣戰後時期，鹽水港公學校畢業的黃朝琴因感念森榮熱心奉獻，在校園為其建立紀念園區，並於七十週年校慶的1967年立碑以示懷思。鈴木雅郎（森雅郎）應邀參加為紀念碑園揭幕啟用，並捐贈一座電化教學擴音設備。
紀念碑在鹽水國小神社旁。2006年6月7日，該校郭興賢主任陳述，森榮挚友的子孫曾於多年前來到鹽水，特別在校園內森榮校長紀念碑前駐足良久，感念他遠渡重洋、離鄉背景在台作育英才之情形。
2008年4月7日，森榮孫子、時任森洋運輸株式会社會長的森雅大來到鹽水國小參觀祖父任內的建設及紀念碑，並懷抱祖父手植的黑板樹。森雅大得知學校近年來推動軟式網球隊，該年八月欲赴日本比賽卻苦於經費拮据，當場捐贈日幣五十萬，補助網球隊赴日參賽與充實教學設備。
該校軟式網球隊在獲教育部、臺南縣政府、鹽水鎮公所、鹽水大眾廟和森雅大等人贊助終於成行，前往日本山梨縣，在該年8月獲得第二十屆山中湖國中一年級組團體冠軍和雙打第3名，得知消息的森雅大特趕至京都贈送學生禮物。